# گینه بیسائو
گینه بیسائو با نام رسمی جمهوری گینه بیسائو (به پرتغالی: República da Guiné-Bissau) کشوری است در غرب آفریقا در کناره اقیانوس اطلس شمالی، بین گینه و سنگال. پایتخت آن بیسائو است.
نیمی از مردم این کشور مسلمان هستند.

## تاریخ
زمانی گینه بیسائو به عنوان پادشاهی گابو بخشی از امپراتوری مالی بود. بخش‌هایی از این پادشاهی تا زمان استعمار پرتغالی‌ها در قرن ۱۸ باقی‌مانده بود.
پرتغالی‌ها در قرن ۱۷ آغاز به تجارت برده در این کشور کردند. باوجود این که این کشور از نخستین مستعمرات پرتغال بود، بخش‌های داخلی آن تا قرن ۱۹ مورد اکتشاف قرار نگرفت.
این کشور که یکی از مستعمرات پرتغال بود و گینه پرتغال نام داشت، پس از استقلال در ۲۴ سپتامبر ۱۹۷۳ نام پایتخت خود، بیسائو را به نام رسمی خود اضافه کرد تا از اشتباه گرفته شدن با جمهوری گینه جلوگیری کند.

## سیاست
این کشور دارای حکومت جمهوری چندحزبی با یک مجلس قانونگذاری است.
کشو گینه بیسائو به چهار استان اصلی تقسیم شده است در جنوب غربی کشور مجمع الجزایر Bijagós قرار دارد که جزیره اصلی آن منطقه جنگلی Bubaque است.
مجمع الجزایر بولاما Archipel de Bolama که در جنوب پایتخت بیسائو قرار دارد.
از شهرهای مهم گینه بیسائو می‌توان شهر بورونتوما شهر مانسائو شهر گابو و شهر بافاتا در شمال گینه بیسائو کنار اقیانوس اطلس اشاره کرد

## جغرافیا
گینه بیسائو سرزمینی گرم و مرطوب است با مناطق سرسبز و باتلاقی در سمت ساحلی که برای کشت برنج و بادام زمینی اختصاص دارد و سرزمین‌های به نسبت خشک‌تر خاوری که برای گله داری و پرورش چهارپایان استفاده می‌شود. رودهای مهم آن کوروبال، گبا و کاشئو است. این کشور به نسبت سرزمین همواری به‌شمار می‌آید. تنها ناهمواری‌های این سرزمین کوه‌های کم ارتفاعی در قسمت شرقی آن است که حداکثر ارتفاع آن‌ها به ۲۶۲ متر می‌رسد. نفت، آهن و بوکسیت مهم‌ترین منابع طبیعی گینه بیسائو است. این کشور همچنین دارای جزایر فراوانی در سمت ساحلی است که مجمع الجزایر بیژاگوس مهم‌ترین آنهاست.
مساحت:
- مساحت کل: ۳۶٬۱۲۵ کیلومتر مربع
- مساحت خشکی: ۲۸٬۰۰۰ کیلومتر مربع
- مساحت آب: ۸٬۱۲۵ کیلومتر مربع

## نگارخانه

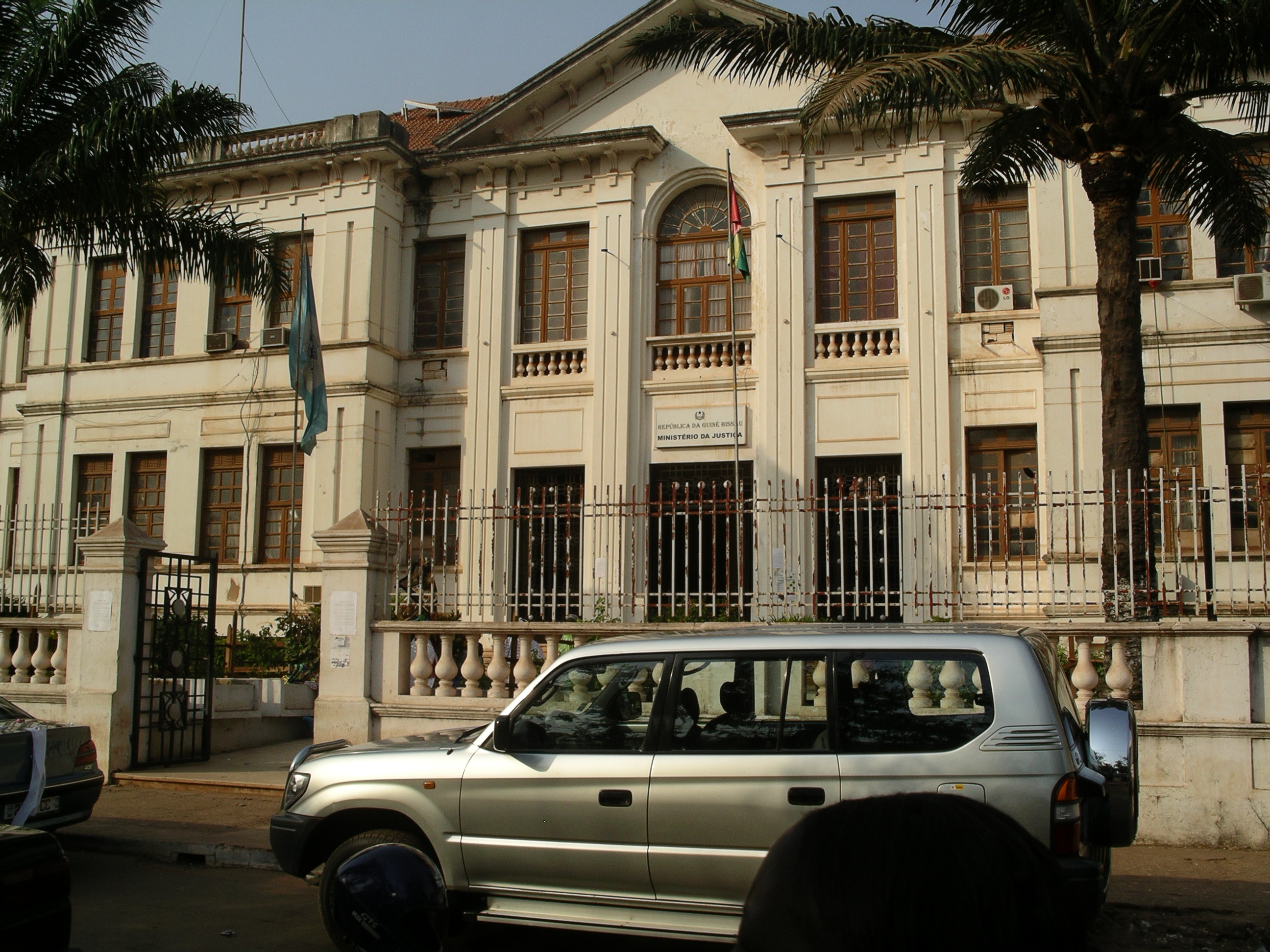
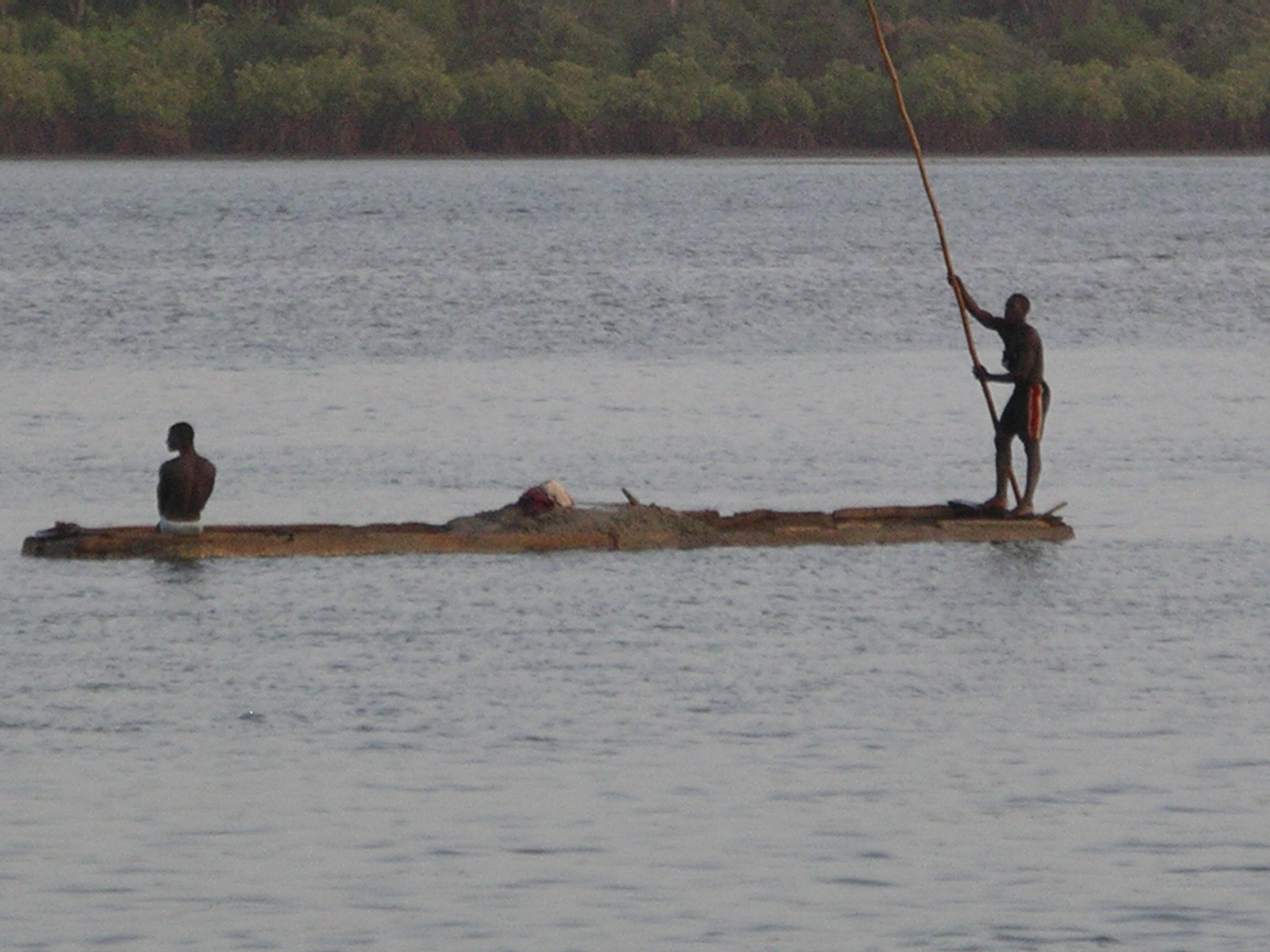
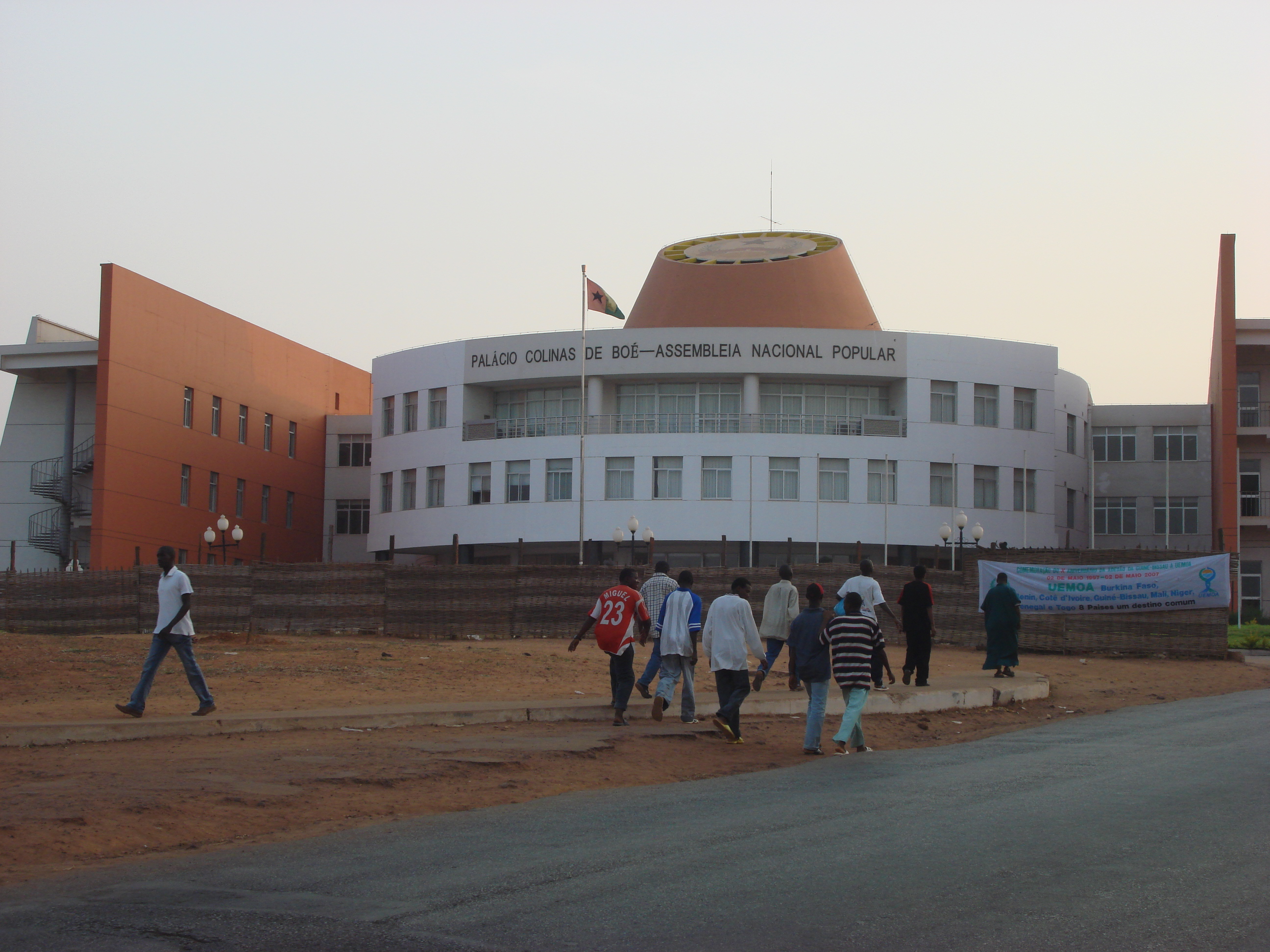

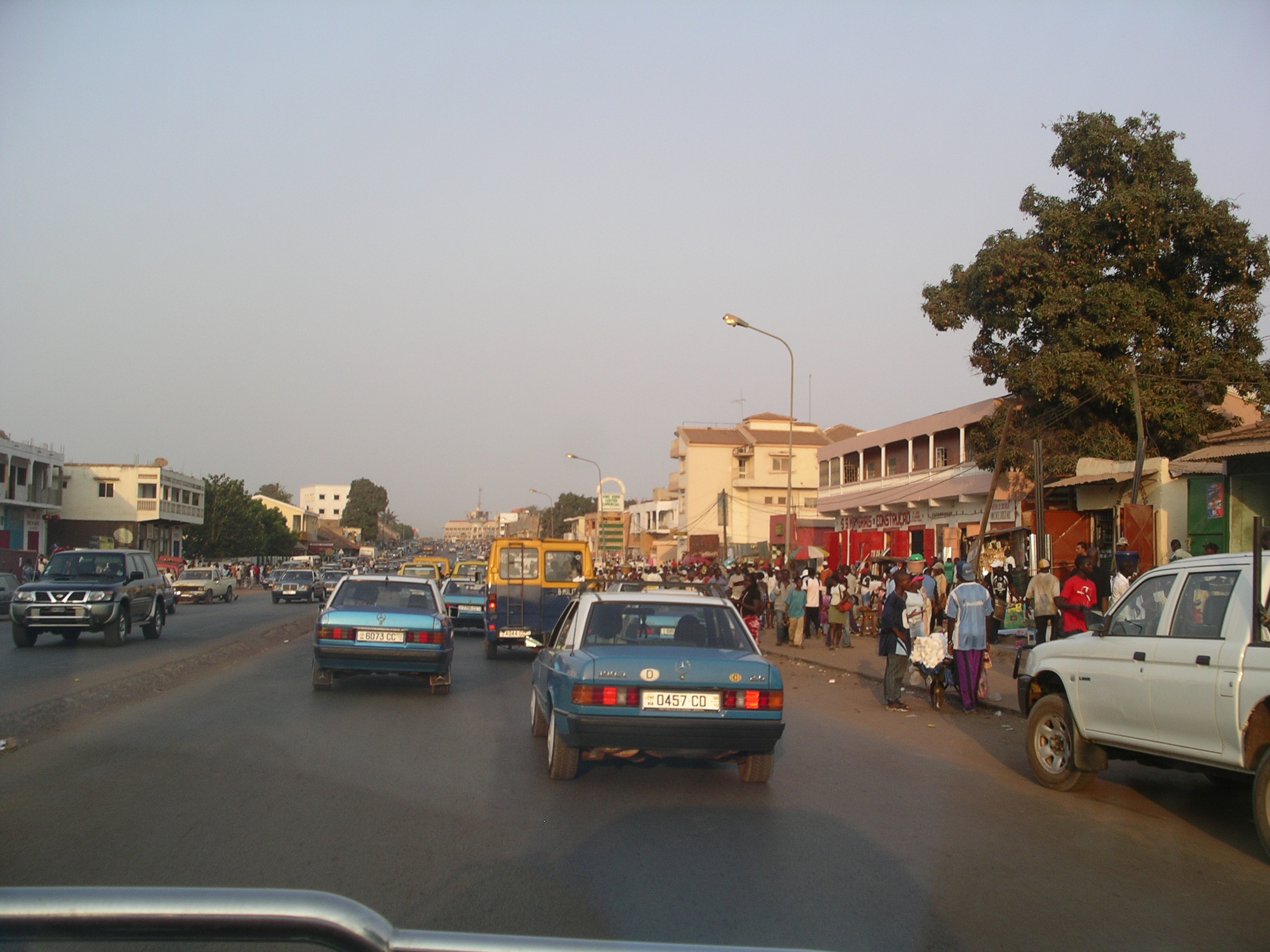
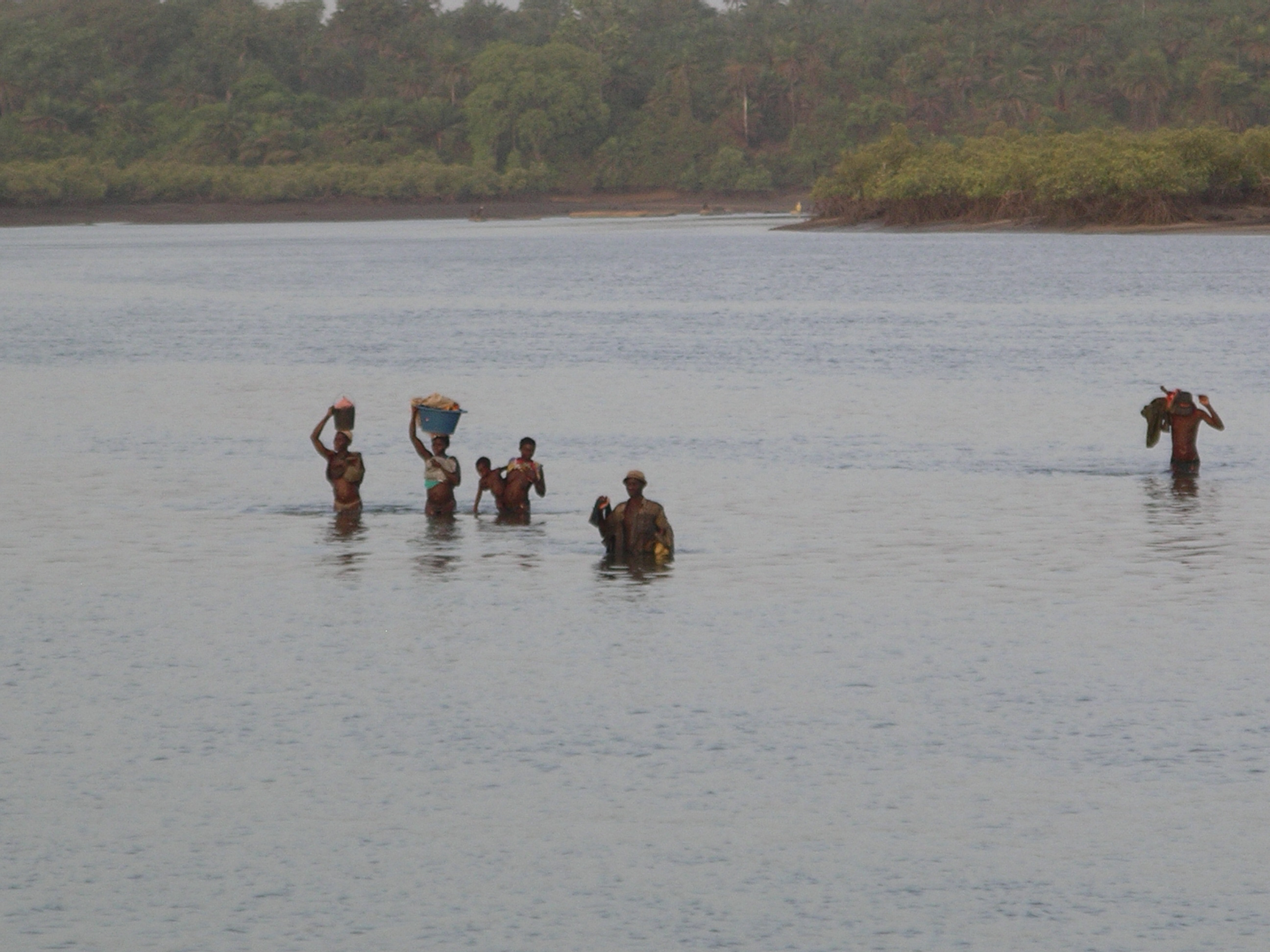
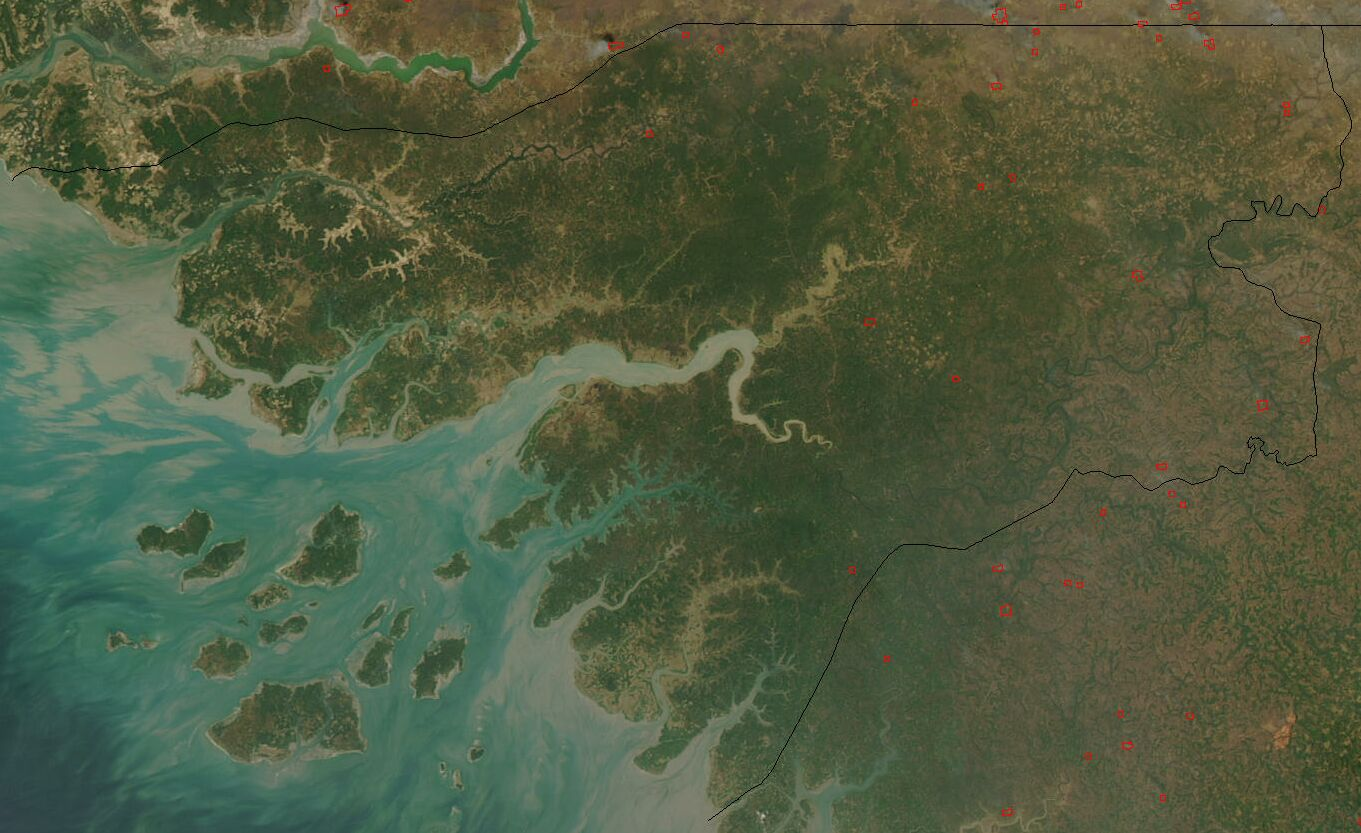
